# William Bell Scott
William Bell Scott (Edimburgo, 21 settembre 1811 – Penkill Castle, 22 novembre 1890) è stato un pittore e poeta scozzese, appartenente alla corrente dei preraffaelliti.

## Biografia
Nato a Edimburgo dall'incisore Robert Scott (1777-1841) e fratello dell'altrettanto noto pittore David Scott, studiò arte sin da giovane ed iniziò la propria attività come assistente del padre, pubblicando contemporaneamente alcuni versi in una rivista letteraria scozzese. Nel 1837 si trasferì a Londra, dove si guadagnò fama come pittore al punto da essere nominato preside della scuola di design di Newcastle upon Tyne nel 1844. All'attività di insegnante, affiancò quella di decoratore: lavorò a Wallington Hall realizzando otto grandi pannelli raffiguranti la storia di Border ed illustrando la ballata locale Chevy Chase; per il castello di Penkill, nell'Ayrshire, realizzò inoltre dei pannelli che illustravano il poema The Kingis Quair di Giacomo I di Scozia.
Durante la sua permanenza a Newcastle, Scott strinse amicizia con Dante Gabriel Rossetti, che a casa del pittore realizzò alcuni ritratti di Maria Leathart, e con il poeta Algernon Swinburne. Dopo il 1870 tuttavia, il pittore rimase quasi esclusivamente a Londra, dove acquistò una casa a Chelsea e continuò a frequentare gli ambienti dei preraffaelliti, scontrandosi spesso con John Ruskin.
Le sue opere poetiche, pubblicate a intervalli regolari, risentivano fortemente dell'influsso di William Blake e Percy Bysshe Shelley: la sua raccolta più nota è quella del 1875, corredata da illustrazioni dell'autore e di Lawrence Alma-Tadema. Scrisse inoltre numerosi volumi di critica artistica e letteraria, e fu curatore editoriale di opere di John Keats, Letitia Elizabeth Landon, Lord Byron, Samuel Taylor Coleridge, William Shakespeare e Walter Scott.
Abbandonò l'insegnamento nel 1885 e da quel momento in poi si dedicò esclusivamente alla stesura delle sue memorie, pubblicate postume nel 1892.